# صالح الشهري (لاعب كرة قدم)
صالح خالد الشهري من مواليد 1993 م، هو لاعب كرة قدم سعودي يلعب في خانة الهجوم في نادي الاتحاد الذي ينافس في دوري المحترفين السعودي. كما يلعب في منتخب السعودية لكرة القدم.
بدأ مسيرته مع نادي الأهلي السعودي وانتقل على سبيل الإعارة إلى بيرامار البرتغالي في أبريل 2012 لمدة عام ونصف بدأها في فترة استعداد لمدة 6 شهور قضاها في نادي مافرا أحد أندية الدرجة الثانية من أجل التأقلم على الأجواء الأوروبية.
بعد رحيله عن نادي الهلال في 2024، انتقل الشهري إلى نادي الاتحاد في شهر يوليو ووقع عقدًا لثلاث سنوات.

## مسيرته الكروية مع النادي

### بداية مسيرته
تخرج صالح من أكاديمية نادي الأهلي، ولعب لنادي الأهلي فئة الشباب.

### بيرامار البرتغالي
ظهر صالح في أول مشاركة رسمية مع بيرامار بعد وصول بطاقته الدولية في الجولة الثالثة من الدوري البرتغالي الممتاز ضد مورييرينس عندما دخل بديلاً في الشوط الثاني ليحرز هدف التعادل ويصبح أول سعودي يسجل في دوري أوروبي وينال اهتمام الصحافة البرتغالية والسعودية. بعدها ارتحل إلى الإمارات ليمثل المنتخب السعودي الشاب المشارك في كأس آسيا للشباب. عاد صالح بعدها إلى البرتغال قبيل الجولة العاشرة من الدوري البرتغالي ليشارك أساسي ضد نادي فيتوريا غيماريش ويسجل أسرع هدف في الدوري البرتغالي حتى الجولة العاشرة في الدقيقة الثانية من عمر المباراة.

### عودته لنادي الأهلي
في 20 يوليو 2013، عاد صالح لناديه

## مسيرته الدولية

### كأس العالم 2022
تم اختيار صالح الشهري ضمن تشكيلة المنتخب السعودي في كأس العالم 2022 المُقام في قطر. في أولى مباريات المنتخب في دور المجموعات الذي واجه فيه منتخب الأرجنتين، استطاع صالح أن يحرز الهدف الأول لمنتخب بلاده ليعادل غريمه الأرجنتيني، وانتهت المباراة بكسب ثلاث نقاط مستحقة؛ حيث سجل زميله سالم الدوسري هدف الفوز وانتهت بنتيجة 2-1.

## الإحصائيات

### دوليًا
| المنتخب الوطني  | السنة   | الظهور | الأهداف |
| --------------- | ------- | ------ | ------- |
| المنتخب السعودي | 2020    | 2      | 1       |
| المنتخب السعودي | 2021    | 11     | 6       |
| المنتخب السعودي | 2022    | 8      | 4       |
| المجموع         | المجموع | 21     | 11      |

#### مشاركاته مع المنتخب السعودي للشباب
- تصفيات كأس آسيا 2013 تحت 23 سنة
- كأس العرب 2011 تحت 20 سنة
- كأس آسيا للشباب 2012 تحت 20 سنة في الإمارات

## الإنجازات

### الهلال
- دوري المحترفين السعودي: 2019—2020 ، 2020—2021، 2021—2022

- كأس الملك: 2019—20
- دوري أبطال آسيا: 2020—21
- كأس السوبر السعودي: 2021

## روابط خارجية
- صالح خالد الشهري على موقع قاعدة بيانات كرة القدم.إي يو (الإنجليزية)
- صالح خالد الشهري على موقع ناشيونال فوتبول تيمز (الإنجليزية)
- صالح خالد الشهري على موقع Soccerbase.com (لاعب) (الإنجليزية)
- صالح خالد الشهري على موقع Soccerway.com (الإنجليزية)
- صالح خالد الشهري على موقع عالم كرة القدم.نت (الإنجليزية)
- صالح خالد الشهري على موقع كووورة

موقع للمنتخب